# Recanati
Recanati – miejscowość i gmina we Włoszech, w regionie Marche, w prowincji Macerata.
Według danych na rok 2004 gminę zamieszkuje 19 989 osób, 196 os./km².

## Urodzeni w Recanati
- Tommaso Antici – poseł Polski przy Stolicy Apostolskiej
- Beniamino Gigli – włoski tenor
- Giacomo Leopardi – włoski filozof i poeta romantyczny
- Raffaele Filippo Presutti OFMCap – wikariusz apostolski Arabii